# 香港胡
香港胡頹子（学名：Elaeagnus tutcheri），为胡颓子科胡颓子属下的一个种。

## 扩展阅读
維基物種上的相關：香港胡頹子